# Calathea mediopicta
Calathea mediopicta är en strimbladsväxtart som först beskrevs av Charles Jacques Édouard Morren, och fick sitt nu gällande namn av Jacob-makoy och Charles Jacques Édouard Morren. Calathea mediopicta ingår i släktet Calathea och familjen strimbladsväxter. Inga underarter finns listade.